# 토머스 뉴먼
토머스 뉴먼(Thomas Montgomery Newman, 1955년 10월 20일 ~ )은 미국의 작곡가이다. 많은 영화 음악을 제작하였다. 헝가리계 유대인 이른바 "뉴먼 가문"의 일원으로 아버지 앨프리드 뉴먼, 삼촌 라이어넬, 형 데이비드, 사촌의 랜디도 영화 음악 작곡가이다.

## 작품 목록
- 여인의 향기(1992)
- 쇼생크 탈출(1994)
- 작은 아씨들(1994)
- 내 마음의 수호천사(1995)
- 페노메논(1996)
- 아메리칸 뷰티(1999)
- 그린 마일(1999)
- 에린 브로코비치(2000)
- 집행자(2002)
- 니모를 찾아서(2003)
- 레모니 스니켓의 위험한 대결(2003)
- 신데렐라 맨(2005)
- 레볼루셔너리 로드(2008)
- 월-E(2008)
- 브라더스(2009)
- 007 스카이폴(2012)
- 세이빙 MR. 뱅크스(2013)
- 더 저지(2014)
- 스파이 브릿지(2015)
- 007 스펙터(2015)
- 도리를 찾아서(2016)
- 패신저스(2016)
- 1917(2019)